# Turuchan-Pfeifhase
Der Turuchan-Pfeifhase (Ochotona turuchanensis) ist eine Säugetierart aus der Familie der Pfeifhasen (Ochotonidae) innerhalb der Hasenartigen (Lagomorpha). Ihr Verbreitungsgebiet reicht vom südlichen Bereich des Jenissei bis zum Baikalsee und dem mittleren Bereich des Lena in Russland.

## Merkmale
Der Turuchan-Pfeifhase ist ein mittelgroßer Pfeifhase mit einer Körperlänge von 15,8 bis 19 Zentimetern.

## Verbreitung

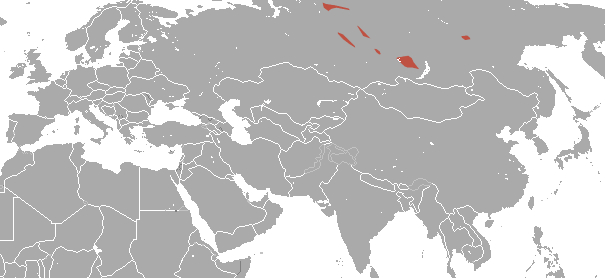
Verbreitungsgebiet des Turuchan-Pfeifhasen

Der Turuchan-Pfeifhase ist endemisch in Russland, wo sein Verbreitungsgebiet vom südlichen Bereich des Jenissei bis zum Baikalsee und dem mittleren Bereich des Lena reicht.

## Lebensweise
Über die Lebensweise dieses Pfeifhasen liegen nur sehr wenige Informationen vor. Der Lebensraum liegt vor allem in felsigen Gebieten und der Pfeifhase lebt zwischen Steinen. Die Tiere sind tagaktiv und vermeiden Aktivitäten während der Nacht aufgrund der niedrigen sibirischen Temperaturen. Wie alle Pfeifhasen sind sie Pflanzenfresser, wobei sich diese Art weniger generalistisch ernährt als einige andere Arten.
Die Fortpflanzungszeit reicht von Mitte Juni bis Ende August und die Weibchen bringen in einem Wurf im Durchschnitt 3,4 Jungtiere zur Welt. Diese werden ab Ende Juli beobachtet.

## Systematik
Der Turuchan-Pfeifhase wurde als eigenständige Art den Pfeifhasen (Gattung Ochotona) und der Untergattung Pika zugeordnet, Unterarten sind nicht bekannt. Ursprünglich wurde die Art als Unterart des Nördlichen Pfeifhasen (Ochotona hyperborea) betrachtet, mit dem er in einem großen Teil seines Verbreitungsgebietes sympatrisch lebt. Von anderen Autoren wurde er dem Altai-Pfeifhasen (O. alpina) zugeordnet. Eine endgültige Klärung des Artstatus steht noch aus, neuere Daten auf molekularbiologischer Ebene festigen eine Zuordnung als eigenständige Art.

## Gefährdung und Schutz
Die Art wird von der International Union for Conservation of Nature and Natural Resources (IUCN) aufgrund ihres großen Verbreitungsgebietes als nicht gefährdet (least concern) eingestuft. Bedrohungen für den Bestand sind derzeit nicht bekannt.

## Belege
1. 1 2 3 4 5 6 7 8 9  Ochotona turuchanensis in der Roten Liste gefährdeter Arten der IUCN 2012.2. Eingestellt von: Andrew T. Smith, C. H. Johnston, 2008. Abgerufen am 29. Dezember 2012.
2. ↑  Don E. Wilson & DeeAnn M. Reeder (Hrsg.): Ochotona turuchanensis (Memento des Originals vom 5. März 2016 im Internet Archive)  Info: Der Archivlink wurde automatisch eingesetzt und noch nicht geprüft. Bitte prüfe Original- und Archivlink gemäß Anleitung und entferne dann diesen Hinweis. in Mammal Species of the World. A Taxonomic and Geographic Reference (3rd ed).